# Aracati
Aracati est une ville et un port du Brésil, dans l'État du Ceará. En 2006, elle comptait 68 673 habitants. 

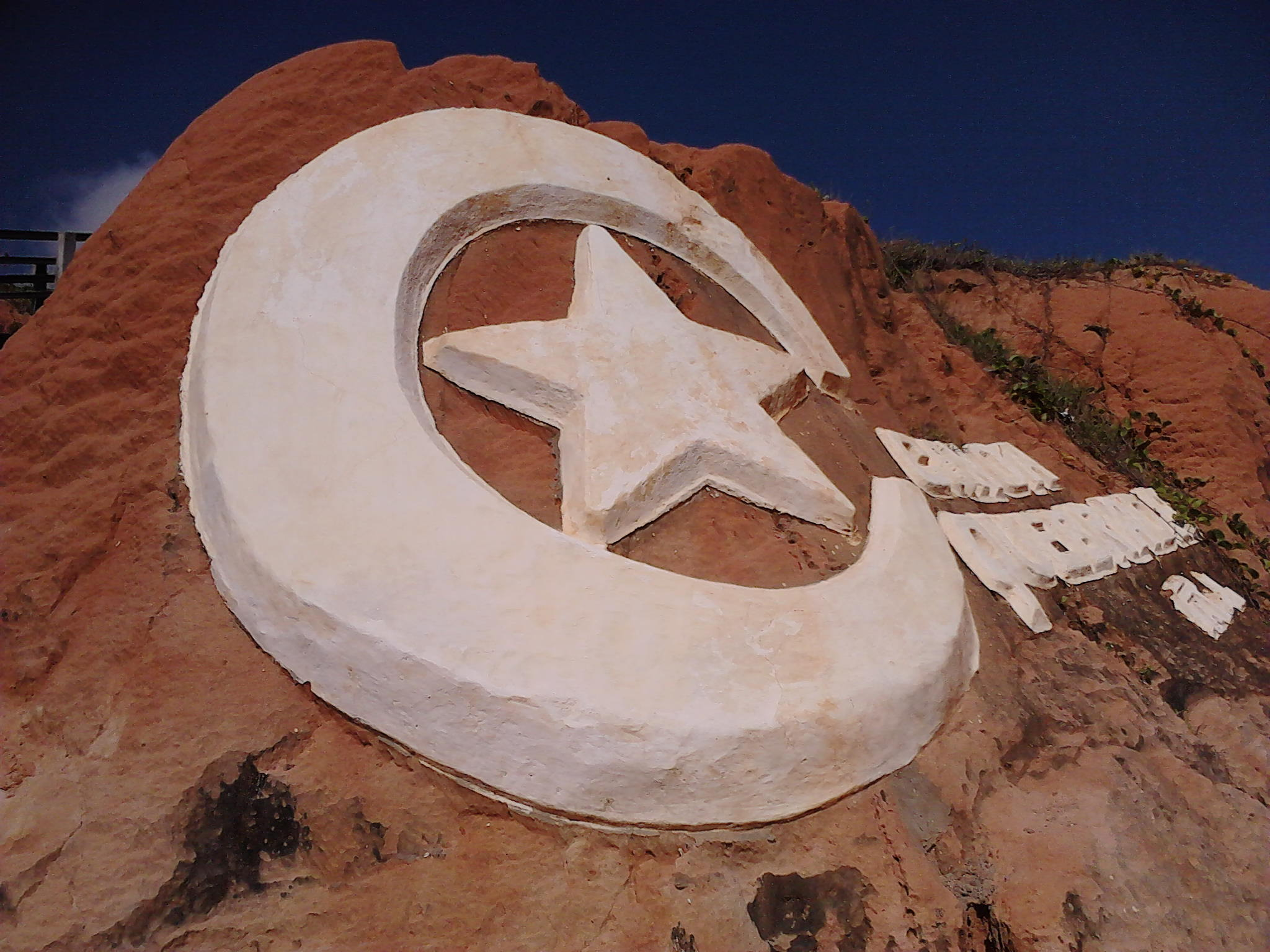
Emblème de la plage Canoa Quebrada

Elle fut fondée en 1723.

## Maires
| Période | Période | Identité                          | Étiquette | Qualité |
| ------- | ------- | --------------------------------- | --------- | ------- |
| 2017    | 2020    | Bismarck Costa Lima Pinheiro Maia | PTB       |         |